# 예산 상항리 석불
예산 상항리 석불(禮山 上項里 石佛)은 대한민국 충청남도 예산군에 있는 석불이다. 1976년 10월 14일 충청남도의 유형문화재 제69호로 지정되었다.

## 개요
예산 상항리 석불은 항일운동가인 이남규 고택의 동쪽 약 100m 지점에 있는 석불로 주위에는 직사각형으로 낮은 돌담장을 쌓았다. 저수지 안쪽에 있었는데 물에 잠기기 전에 지금의 자리로 옮겼다.
석불은 계란 모양의 둥그렇고 넓적한 돌에 광배와 불상을 함께 새긴 불상으로 마애불과 비슷한 형식이다. 머리 가운데에는 계주가 새겨져 있으며, 둥글넓적한 얼굴에 백호가 음각되었다. 눈과 입은 가는 선으로 작게 표현했지만 미소를 띠고 있다. 몸은 입체감 없이 평면적이며 양 어깨는 둥글게 처리되었다. 두 손은 합장하고 있는데, 손모양은 다소 어색하며 가슴에 십자 모양의 영략을 쥐고 있는 듯이 표현되었다. 앉은 자세는 양 발을 무릎 위에 올리고 발바닥이 하늘을 향한 모습인데, 오른발의 처리가 조금은 어색하다. 부처의 몸에서 나오는 빛을 형상화한 광배는 선으로 표현하고 있다. 머리 광배 좌우에 각각 4구씩 작은 부처를 새겨 넣었고, 몸광배에는 꽃과 잎이 큼직한 연꽃 줄기를 두드러지게 나타냈다. 불상을 받치고 있는 연화대좌는 후대에 새로 만든 것이다.
광배와 불상을 하나의 돌에 새겨 넣은 이 불상은 평평한 판과 같으면서도 둥그스럼한 것이 특징으로 고려시대 지방화된 불상의 좋은 예이다.

## 참고 자료
- 예산상항리석불 - 국가유산청 국가유산포털